# 128523 Johnmuir
128523 Johnmuir este un asteroid din centura principală de asteroizi.

## Descriere
128523 Johnmuir este un asteroid din centura principală de asteroizi. A fost descoperit pe 11 august 2004 la Francisquito de R. E. Jones. Asteroidul prezintă o orbită caracterizată de o semiaxă mare de 2,41 ua, o excentricitate de 0,21 și o înclinație de 1,3° în raport cu ecliptica.